# Ковтун Альона Валеріївна
Альона Валеріївна Ковтун (нар. 19 березня 1992, Зимогір'я, Слов'яносербський район, Луганська область, Україна) — українська футболістка, захисниця російського клубу «Зірка-2005». Майстер спорту України (з 2014 року).

## Клубна кар'єра
Футболом розпочала займатися з 2006 року в Луганську завдяки дідусеві, який возив її на тренування. Перша команда «Зоря-Спартак» брала участь у вищій лізі з футболу та футзалу. Перший тренер — Просянкіна Олена Миколаївна. У шістнадцять років дебютувала в складі донецької «ЦПОР-Донеччанка» в матчі чемпіонату України 18 липня 2008 року проти чернігівської «Легенди» (1:2). У складі ФК «Донеччанка» (Донецьк) ставала бронзовим призером чемпіонату України (2012, 2013), срібним призером Зимової першості України з футболу серед жінок (2012, 2013), фіналіст Кубку України з футболу серед жіночих команд (2012), а в 2014 році отримала звання «Майстер спорту України».
Влітку 2014 року підписала контракт з російським СК «Дончанка» (Азов). У складі команди стала срібним призером першості Росії з футболу серед жіночих команд I дивізіону.
В на початку 2015 року футболістка повернулася на батьківщину, де приєдналася до харківського клубу «Житлобуд-1». У складі команди стала Чемпіоном зимової першості України (2015), срібним призером зимового чемпіонату України (2016), володарем кубку України (2015, 2016), чемпіоном України (2015). Учасниця групового раунду жіночої Ліги чемпіонів 2015 і 2016 років.
У 2017 році переїхала до Польщі і підписала контракт з лодзевським футбольним клубом УКБ СМС. У сезоні 2016/17 років зайняли 5 місце в польській Екстралізі. Взимку 2018 року перейшла до польського футбольного клубу МСК Олімпія Щецін, у сезоні 2017/18 років клуб зайняв 6 місце і став півфіналістом Кубку Польщі. Влітку 2018 року підписала контакт з футбольним клубом «Медик», в складі якого грала в Екстралізі та Кубку Польщі. Взимку 2019 пішла в оренду в польський футбольний клуб «Мітех» (Живець). Влітку 2019 року стала гравцем «Гурник» (Ленчна), в складі якого стала чемпіоном Польщі 2020 року, брала участь в матчах групового етапу жіночої Ліги чемпіонів 2019 році.
Влітку 2020 року перейшла до російського клубу «Зірка-2005» (Перм). У сезоні 2020 року зіграла всі 14 матчів і стала бронзовим призером чемпіонату.

## Кар'єра в збірній
Виступала за дівочу, молодіжну і національну збірні України.

## Досягнення
«ЦПОР-Донеччанка»
- Вища ліга України
  -  Бронзовий призер (2): 2012, 2013

- Зимовий чемпіонат України
  -  Срібний призер (2): 2012, 2013

- Кубок України
  -  Фіналіст (1): 2012

«Дончанка»
- Перший дивізіон чемпіонат Росії
  -  Срібний призер (1): 2014

«Житлобуд-1»
- Зимовий чемпіонат України
  -  Чемпіон (1): 2015
  -  Срібний призер (1): 2016

- Кубок України
  -  Володар (2): 2015, 2016

- Вища ліга України
  -  Чемпіон (1): 2015
  -  Срібний призер (1): 2016

«Гурник» (Ленчна)
- Екстракляса
  -  Чемпіон (1): 2020

- Кубок Польщі
  -  Володар (1): 2020[3]

«Зірка-2005»
- Чемпіонат Росії
  -  Бронзовий призер (1): 2020